# Der Bürger als Edelmann

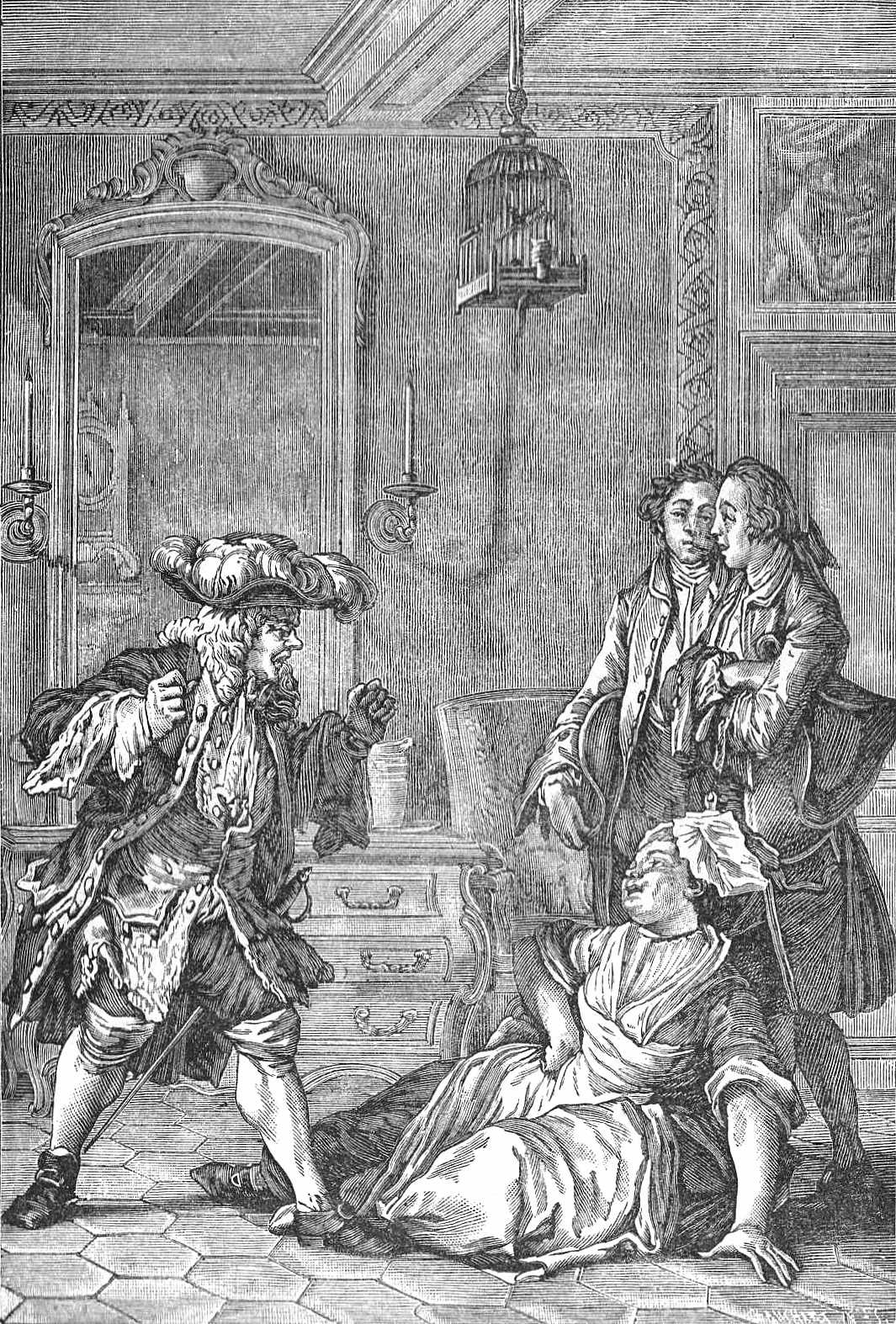
Der Bürger als Edelmann (Zeichnung von Jean-Michel Moreau)

Der Bürger als Edelmann (Originaltitel: Le Bourgeois gentilhomme) ist eine Ballettkomödie von Molière (Jean-Baptiste Poquelin 1622–1673) und dem Komponisten Jean-Baptiste Lully, der Höhepunkt der Zusammenarbeit beider. Die Uraufführung erfolgte am 14. Oktober 1670 vor dem Hof von König Ludwig XIV. im Schloss Chambord, wobei Pierre Beauchamp die Ballette beisteuerte. Die Titelrolle übernahm, mager und bereits sichtbar krank, Molière, Lully spielte den Mufti. Die Komödie ist eine gesellschaftliche Satire aus der Zeit Molières und handelt in Paris. Die Figur des Bürgers ist typisch für die damalige Heuchelei, aber ist auch heutzutage aktuell, da dieser Typ des Bürgers lange lebt. Die Komödie erwirkt genau das, was Molière beabsichtigte: Es ist besser, man lacht und lebt, als sich vor lauter Gram zu ärgern und lästig zu werden.

## Handlung
Der wohlhabende, aber ziemlich einfältige Geschäftsmann Monsieur Jourdain in Paris möchte gern ein Adelsangehöriger werden, da ihm sein bürgerliches Dasein missfällt. Um sich als künftiger adeliger Edelherr zu bilden, stellt er einen Musiklehrer, einen Tanzlehrer, einen Fechtmeister und einen Philosophen und auch einen Schneider mit seinem Gesellen an.
Seine hübsche Tochter Lucile will er zur Marquise machen, indem er versucht, sie mit einem Edelmann zu vermählen, aber Lucile liebt Cléonte, einen gutbürgerlichen Kaufmann, den sie wider den Willen des Vaters heiraten will. Er selbst verliebt sich in eine elegante Marquise und wirbt manierlich, indem er sie reichlich beschenkt. Dorante, ein verarmter Edelmann, intrigiert bei dem Liebeshandel mit der verehrten Marquise Dorimène und deckt seine eigenen Schulden ab. Jourdains Ehefrau kritisiert seine alberne Mildtätigkeit und ahnt, dass das adelige Paar ein falsches Spiel mit ihm und seinem Geld treibt. Jourdain, der edelmännische Bürger, wird schließlich das Opfer eines raffinierten Familienkomplotts. Cléonte begreift, dass er Lucile nur dann ehelichen kann, wenn es Monsieur Jourdain erlaubt, und so tritt er nun als Sohn eines hoheitlichen türkischen Gesandten auf, um schließlich die Heirat zu erwirken. In einem festlichen Akt wird Monsieur Jourdain letztendlich von einem Mufti zum „Mamamouchi“ (eine Wortschöpfung Molières) ernannt und eine doppelte Hochzeit gefeiert, denn auch das Kammerfräulein der Lucile hat den rechten Ehemann, den Kammerdiener des Cléonte, gefunden.

## Geschichtlicher Zusammenhang der Entstehung
Vom 16. Jahrhundert an hatte sich eine politische Freundschaft zwischen Frankreich und der Hohen Pforte entwickelt, die sich 1669 stark abkühlte, da Frankreich fortwährend die Gegner des Osmanischen Reichs bei der Verteidigung Candias unterstützte. Der Sultan entsandte deswegen aus seinem Gefolge Süleyman Aga mit einem Schreiben an den französischen Hof. Er wurde zunächst von Außenminister Hugues de Lionne empfangen, bestand aber auf eine persönliche Begegnung mit dem König. Diese fand am 5. Dezember statt und Süleyman Aga erwartete dabei, dass Ludwig XIV. sich zu Ehren des Sultans erheben würde, was er nicht tat. Ludwig XIV. machte sich dagegen Hoffnungen, dass Aga die Beglaubigungsschreiben eines außerordentlichen Botschafters überbringen würde. Der Sonnenkönig versteifte sich deswegen auf den sonderbaren Einfall, den osmanischen Botschafter in osmanischem Zeremoniell zu empfangen – samt prunkvoller Ehrengewänder, Diwan und Taburet auf erhöhter Estrade, Parfum, Kaffee und Scherbet. Eine Grußbotschaft wurde in dem Schreiben Agas jedoch nicht erwähnt, was Ludwig XIV. dazu bewog, das Treffen verärgert abzukürzen. Aga wiederum verstand dies als Affront. Als man ihn nachher befragte, welchen Eindruck der französische König auf ihn gemacht habe, erwiderte er, „das Pferd seines Herrn sei weit reicher geschmückt, wenn dieser sich zum Freitagsgebet begebe.“ Das übertriebene Aufgebot des Königs machte er damit öffentlich lächerlich, was zu dessen Verärgerung noch beitrug. Kurzum – das Treffen endete mit beidseitiger Unzufriedenheit, und der französische König beauftragte Molière und Lully damit, das Osmanische Reich dergestalt zu verulken, dass auf der Bühne eine cérémonie turque inszeniert würde. Le Bourgeois gentilhomme wurde um diese Szene herum aufgebaut, was mitunter als Erklärung für dramaturgische Schwächen herhält. Lächerlich gemacht wurden jedoch auch diejenigen Bürger, die Süleyman Aga während seines Aufenthalts bewundernde Aufmerksamkeit entgegenbrachten. Unterstützt wurden Molière und Lully bei ihrer Arbeit vom Chevalier Laurent d’Arvieux, der 1665 von einer zwölfjährigen Orientreise zurückgekehrt war. So ähnelte die „türkische Weihe“ einem von ihm beschriebenen Derwischritus. Das Aufsetzen einer Kopfbedeckung wollten Molières Kritiker am Hof allerdings auch als eine Ähnlichkeit mit einer Bischofsweihe erkennen.
Nicht wohlgesinnt war Molière unter den Ministern auch Jean-Baptiste Colbert. Trotzdem traute er sich, in das Stück einen Satz zu schreiben, der Monsieur Jourdain als Sohn eines Tuchhändlers offenbart. Das Publikum bei der ersten Pariser Aufführung am 23. November 1670 dürfte gewusst haben, dass dies auch für Colbert zutraf. Von Colbert gefördert war Pierre Perrin, der 1669 ein Privileg zur Gründung einer Opernakademie erhalten hatte. Eine Spitze gegen ihn war das von ihm verfasste Liedchen, das Molière seinen Protagonisten in der zweiten Szene des ersten Aktes singen lässt:
„Ich glaubte Hannchen sey

So schön als tugendsam;

Ich glaubte Hannchen sey

Viel sanfter als ein Lamm.“
Hastig hatte man Carlo Vigarani für die Uraufführung in Chambord ein provisorisches Theater errichten lassen, das anschließend doch über Jahre hinweg Verwendung fand. Sein Repertoire an möglichen Bühnenbildern konnte er wegen der räumlichen Verhältnisse nicht ausschöpfen, und so fanden die von Henri de Gissey nach Anleitung d’Arvieux’ entworfenen Kostüme des Publikums vermehrte Aufmerksamkeit.

## Ausgaben
Das Werk erschien 1670 zunächst im Verlag Robert Ballard, die Dialoge mit separaten gesungenen Texten („livret“). 1671 veröffentlichte der Verleger Pierre Le Monnier eine Ausgabe, die beides zusammenfasste. Schließlich kam 1682 eine Molière-Ausgabe hinzu, in der neuer zu singender Text und ausführlichere Szenenanweisungen aufgenommen waren. Unklar ist, ob die neuen Lieder von Lully komponiert wurden.

## Bearbeitungen
- Als Einlage in Hugo von Hofmannsthals Bearbeitung des Stückes entstanden die Ballettsuite Der Bürger als Edelmann und Ariadne auf Naxos von Richard Strauss (1912).
- Als Theaterstück von Michail Bulgakow (Der verrückte Jourdain, 1932), das wiederum als Grundlage für eine Oper in drei Akten 1970/71 von Fritz Geißler diente.
- Als Ballett-Komödie des Ensembles „Le Poème Harmonique“ (2004).
- Als Pantomime mit dem Titel "Mandragora" (1920) von Karol Szymanowski
- Die Revue Bourgeois bleibt Bourgeois von Ernst Toller und Walter Hasenclever besteht zur Hälfte aus einer relativ werktreuen Bearbeitung des Bourgeois gentilhomme, zur anderen Hälfte aus einer Modernisierung des Stücks auf die Verhältnisse der Entstehungszeit um 1929 hin.

## Adaption
- Der Bürger als Edelmann. Regie: Wilhelm Semmelroth, Bearbeitung: Hugo von Hofmannsthal, Hartmann Goertz, Mitwirkende: Hermann Thimig, Chariklia Baxevanos, Peter René Körner, Romuald Pekny, Eva Petrus, Hanns Ernst Jäger, Alfred Balthoff, Hermann Pfeiffer, Paul Bürks; Gesang: Konzertvereinigung des Wiener Staatsopernchors, Musik: Mozarteum-Orchester Salzburg unter der Leitung von Ernst Märzendorfer, 90 min., NWDR Köln/ORF/SDR/RB